# Allendorf/Lahn

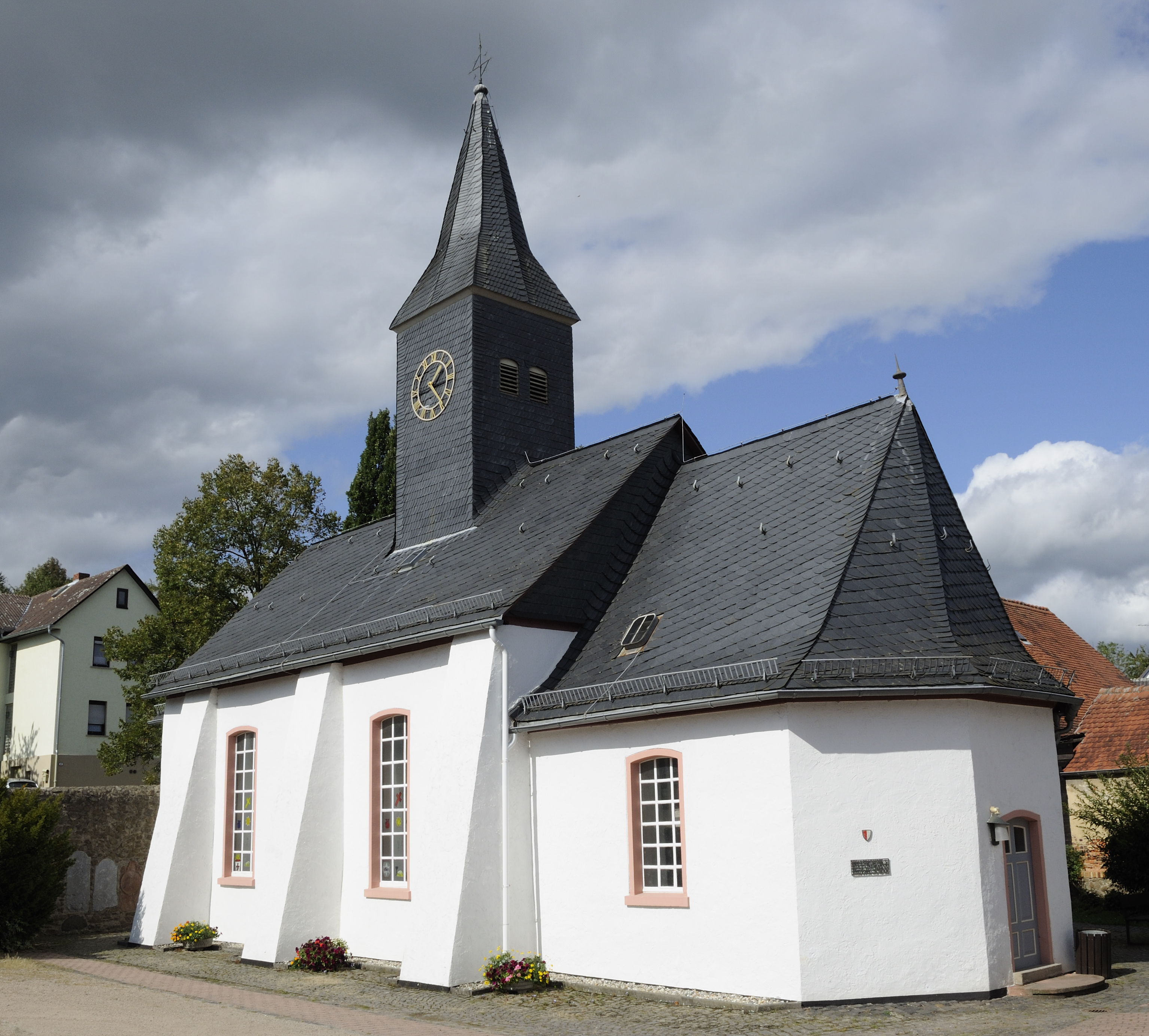
Evangelische Kirche in Allendorf

Allendorf (Ausspracheⓘ), amtlich Allendorf  a. d. Lahn, ist ein Stadtteil der mittelhessischen Stadt Gießen im gleichnamigen Landkreis Gießen.

## Geographie
Allendorf gehört zum Hüttenberger Land, unweit der Lahn. Es bildet mit Lützellinden den südlichen Teil der Stadt und liegt etwa 5 Kilometer von der Gießener Kernstadt entfernt.
Die offizielle Bezeichnung Allendorf  a. d. Lahn, ist irreführend. Der äußerste Punkt des Ortes liegt etwa einen halben Kilometer Luftlinie von dem Fluss entfernt, die kürzeste Wegstrecke von der Außengrenze Allendorfs zum Fluss beträgt etwa einen Kilometer. Allendorf wird in diesem Gebiet durch eine Baggerseenlandschaft von der Lahn getrennt, welche zu den Nachbargemeinden Dutenhofen, Heuchelheim und Kleinlinden gehört, die Ergebnis eines Kiestagebaus zwischen den 1960er- bis 80er-Jahren ist. Quellen zur Ortsgeschichte Allendorfs legen eine historische Lage des Orts Lahn nahe. Es wird berichtet, dass es im 18. und 19. Jahrhundert an der Nordgrenze des Ortes zu Grenzstreitigkeiten gekommen sei, da der Mäander bildende Fluss häufig seinen Lauf geändert habe. Es wird in diesem Zusammenhang auf eine Flussbegradigung um 1850 und eine spätere Flurbereinigung verwiesen.
Durch Allendorf fließt der Kleebach, der im Norden in die Lahn mündet.

## Geschichte

### Ortsgeschichte
Die älteste bekannte schriftliche Erwähnung erfolgte in einer Schenkungsurkunde vom 27. Februar 790 des Lorscher Codex unter dem Namen Aldentorph. Ein Mann namens Winocho verkaufte das Dorf zusammen mit weiteren Besitztümern im Logenehe (Lahngau).
Allendorf gehörte wie 13 andere Dörfer zum Amt Hüttenberg, das den Konradinern gehörte. Im 11. Jahrhundert wurde die Ortschaft Teil der Grafschaft Gleiberg. 1363 fiel die Westhälfte der Grafschaft und damit auch Allendorf an die Grafen von Nassau-Weilburg. Später bildete das Amt Hüttenberg ein Kondominat zwischen der Landgrafschaft Hessen und der Grafschaft Nassau. Dieses wurde in zwei Schritten durch Realteilungen aufgelöst, zuletzt durch den Hüttenberger Hauptteilungsvertrag. Allendorf gehörte fortan zur Landgrafschaft Hessen-Darmstadt und hier zum hessischen Amt Hüttenberg. Seit dieser Zeit trug der Ort offiziell die Bezeichnung Allendorf an der Lahn. Auch lag das Dorf nun im Grenzgebiet, da die Nachbarorte Dutenhofen und Lützellinden zu Nassau gehörten und Münchholzhausen von den Grafen zu Solms regiert wurde.
1803 fasste die Landgrafschaft ihre nördlich des Mains gelegenen Gebiete in dem Fürstentum Oberhessen (später: Provinz Oberhessen) zusammen, wo nun auch Allendorf lag, 1806 wurde die Landgrafschaft zum Großherzogtum Hessen. Dieses führte 1821 eine Verwaltungsreform durch, in der das Amt Hüttenberg aufgelöst wurde. Übergeordnete Verwaltung war nun der Landratsbezirk Gießen, zuständiges Gericht das Landgericht Gießen.
Die Statistisch-topographisch-historische Beschreibung des Großherzogthums Hessen berichtet 1830 über Allendorf:

„Allendorf (L. Bez. Giessen) evangel. Pfarrdorf; liegt an der Lahn 3⁄4 St. von Giessen, hat 61 Häuser und 341 evangel. Einw. Außerdem findet sich hier 1 Kirche und 1 Grenznebenzollamt II. Classe. – Sehr alte Nachrichten erwähnen der Allendorfer Mark, so wie des Dorfs Allendorf, welches ohne Zweifel das gegenwärtige ist. Durch die Abtheilung mit Nassau-Weilburg im Jahr 1703 wurde der Ort ausschließend Hessisch“

Allendorf gehörte zum Gebiet des Gemeinen Rechts, das hier ohne die Überlagerung von Partikularrecht galt. Dieses behielt seine Geltung auch während der Zugehörigkeit zum Großherzogtum Hessen im 19. Jahrhundert, bis es zum 1. Januar 1900 von dem einheitlich im ganzen Deutschen Reich geltenden Bürgerlichen Gesetzbuch abgelöst wurde.
Hessische Gebietsreform (1970–1977)
Im Zuge der Gebietsreform in Hessen wurde die bis dahin selbständige Gemeinde Allendorf an der Lahn wurde per Grenzänderungsvertrag, der am 1. Oktober 1971 in Kraft trat, ein Stadtteil von Gießen. Ebenfalls im Zuge der Gebietsreform wurde die neue Stadt Lahn am 1. Januar 1977 aus den Städten Gießen und Wetzlar sowie mehreren Umlandgemeinden gegründet. Dies hatte zur Folge, dass Allendorf dem Stadtbezirk Dutenhofen zugeordnet wurde und damit auch neuer Ortsteil der „Lahnstadt“ mit mehr als 156.000 Einwohnern wurde. Durch die am 1. August 1979 erfolgte Wiederauflösung der Stadt Lahn kam es zum erneuten Anschluss an die Stadt Gießen.
Für die Stadtteile Gießen-Allendorf, Gießen-Kleinlinden, Gießen-Lützellinden, Gießen-Rödgen und Gießen-Wieseck werden Ortsbezirke mit Ortsbeirat und Ortsvorsteher nach der Hessischen Gemeindeordnung gebildet.

### Verwaltungsgeschichte im Überblick
Die folgende Liste zeigt im Überblick die Herrschaftsgebiete und Staaten, in denen Allendorf lag, bzw. die Verwaltungseinheiten, denen es unterstand:
- 810: Ostfrankenreich, Lahngau
- 14. Jahrhundert: Heiliges Römisches Reich, Amt Hüttenberg (Kondominium: Grafschaft Nassau und Landgrafschaft Hessen)
- ab 1567: Heiliges Römisches Reich, Amt Hüttenberg (Kondominium: Grafschaft Nassau und Landgrafschaft Hessen-Marburg)[16]
- 1604–1648: hessischer Anteil strittig zwischen Landgrafschaft Hessen-Darmstadt und Landgrafschaft Hessen-Kassel (Hessenkrieg)
- ab 1604: Heiliges Römisches Reich, Amt Hüttenberg (Kondominium: Grafschaft Nassau-Weilburg und Landgrafschaft Hessen-Darmstadt)
- ab 1703: Heiliges Römisches Reich, Landgrafschaft Hessen-Darmstadt (durch Teilungsvertrag), Oberfürstentum Hessen, Amt Hüttenberg[17]
- ab 1806: Großherzogtum Hessen, Oberfürstentum Hessen, Amt Hüttenberg[18][19]
- ab 1815: Großherzogtum Hessen[Anm. 1], Provinz Oberhessen, Amt Hüttenberg[20]
- ab 1821: Großherzogtum Hessen, Provinz Oberhessen, Landratsbezirk Gießen[Anm. 2]
- ab 1832: Großherzogtum Hessen, Provinz Oberhessen, Kreis Gießen
- ab 1848: Großherzogtum Hessen, Regierungsbezirk Gießen
- ab 1852: Großherzogtum Hessen, Provinz Oberhessen, Kreis Gießen
- ab 1867: Norddeutscher Bund[Anm. 3], Großherzogtum Hessen, Provinz Oberhessen, Kreis Gießen
- ab 1871: Deutsches Reich, Großherzogtum Hessen, Provinz Oberhessen, Kreis Gießen
- ab 1918: Deutsches Reich, Volksstaat Hessen, Provinz Oberhessen, Kreis Gießen
- ab 1938: Deutsches Reich, Volksstaat Hessen, Landkreis Gießen[21][Anm. 4]
- ab 1945: Amerikanische Besatzungszone, Groß-Hessen, Regierungsbezirk Darmstadt, Landkreis Gießen
- ab 1946: Amerikanische Besatzungszone, Land Hessen, Regierungsbezirk Darmstadt, Landkreis Gießen
- ab 1949: Bundesrepublik Deutschland, Land Hessen, Regierungsbezirk Darmstadt, Landkreis Gießen
- ab 1968: Bundesrepublik Deutschland, Land Hessen, Regierungsbezirk Darmstadt, Landkreis Gießen
- ab 1971: Bundesrepublik Deutschland, Land Hessen, Regierungsbezirk Darmstadt, Stadt Gießen[Anm. 5]
- ab 1977: Bundesrepublik Deutschland, Land Hessen, Regierungsbezirk Darmstadt, Lahn-Dill-Kreis, Stadt Lahn[Anm. 6]
- ab 1979: Bundesrepublik Deutschland, Land Hessen, Regierungsbezirk Darmstadt, Landkreis Gießen, Stadt Gießen[Anm. 7]
- ab 1981: Bundesrepublik Deutschland, Land Hessen, Regierungsbezirk Gießen, Landkreis Gießen; Stadt Gießen

## Bevölkerung

### Einwohnerstruktur 2011
Nach den Erhebungen des Zensus 2011 lebten am Stichtag dem 9. Mai 2011 in Allendorf/Lahn 1812 Einwohner. Darunter waren 96 (5,3 %) Ausländer.
Nach dem Lebensalter waren 243 Einwohner unter 18 Jahren, 765 zwischen 18 und 49, 405 zwischen 50 und 64 und 402 Einwohner waren älter.
Die Einwohner lebten in 873 Haushalten. Davon waren 321 Singlehaushalte, 231 Paare ohne Kinder und 213 Paare mit Kindern, sowie 83 Alleinerziehende und 45 Wohngemeinschaften. In 180 Haushalten lebten ausschließlich Senioren und in 528 Haushaltungen lebten keine Senioren.

#### Einwohnerentwicklung
Quelle: Historisches Ortslexikon
- 1629: 152 Bürger, 35 Witwen, 34 Vormundschaften
- 1577: 26 Hausgesesse
- 1630: 5 zweispänn., 9 einspännige Ackerleute, 15 Einläuftige, 3 Witwen, 6 Vormundschaften.
- 1677: 29 Hausgesesse, davon 1 freier.
- 1742: ein Geistlicher/Beamter, 59 Untertanen, 15 Junge Mannschaften.
- 1791: 250 Einwohner[23]
- 1800: 250 Einwohner[24]
- 1806: 302 Einwohner, 61 Häuser[19]
- 1829: 341 Einwohner, 61 Häuser[8]
- 1867: 484 Einwohner, 79 bewohnte Gebäude[25]
- 1875: 515 Einwohner, 81 bewohnte Gebäude[26]

| Allendorf: Einwohnerzahlen von 1791 bis 2019 | Allendorf: Einwohnerzahlen von 1791 bis 2019 | Allendorf: Einwohnerzahlen von 1791 bis 2019 | Allendorf: Einwohnerzahlen von 1791 bis 2019 | Allendorf: Einwohnerzahlen von 1791 bis 2019 |
| --- | -------------------------------------------- | -------------------------------------------- | -------------------------------------------- | -------------------------------------------- |
| Jahr |                                              |                                              |                                              | Einwohner                                    |
| 1791 | 1791                                         |                                              | 250                                          | 250                                          |
| 1800 | 1800                                         |                                              | 250                                          | 250                                          |
| 1806 | 1806                                         |                                              | 302                                          | 302                                          |
| 1829 | 1829                                         |                                              | 341                                          | 341                                          |
| 1834 | 1834                                         |                                              | 357                                          | 357                                          |
| 1840 | 1840                                         |                                              | 367                                          | 367                                          |
| 1846 | 1846                                         |                                              | 378                                          | 378                                          |
| 1852 | 1852                                         |                                              | 404                                          | 404                                          |
| 1858 | 1858                                         |                                              | 425                                          | 425                                          |
| 1864 | 1864                                         |                                              | 450                                          | 450                                          |
| 1871 | 1871                                         |                                              | 515                                          | 515                                          |
| 1875 | 1875                                         |                                              | 515                                          | 515                                          |
| 1885 | 1885                                         |                                              | 549                                          | 549                                          |
| 1895 | 1895                                         |                                              | 646                                          | 646                                          |
| 1905 | 1905                                         |                                              | 718                                          | 718                                          |
| 1910 | 1910                                         |                                              | 763                                          | 763                                          |
| 1925 | 1925                                         |                                              | 869                                          | 869                                          |
| 1939 | 1939                                         |                                              | 876                                          | 876                                          |
| 1946 | 1946                                         |                                              | 1.220                                        | 1.220                                        |
| 1950 | 1950                                         |                                              | 1.238                                        | 1.238                                        |
| 1956 | 1956                                         |                                              | 1.227                                        | 1.227                                        |
| 1961 | 1961                                         |                                              | 1.227                                        | 1.227                                        |
| 1967 | 1967                                         |                                              | 1.328                                        | 1.328                                        |
| 1980 | 1980                                         |                                              | ?                                            | ?                                            |
| 1990 | 1990                                         |                                              | ?                                            | ?                                            |
| 2002 | 2002                                         |                                              | 1.850                                        | 1.850                                        |
| 2006 | 2006                                         |                                              | 1.825                                        | 1.825                                        |
| 2009 | 2009                                         |                                              | 1.782                                        | 1.782                                        |
| 2011 | 2011                                         |                                              | 1.812                                        | 1.812                                        |
| 2014 | 2014                                         |                                              | 1.785                                        | 1.785                                        |
| 2017 | 2017                                         |                                              | 1.912                                        | 1.912                                        |
| 2019 | 2019                                         |                                              | 2.071                                        | 2.071                                        |
| Datenquelle: Historisches Gemeindeverzeichnis für Hessen: Die Bevölkerung der Gemeinden 1834 bis 1967. Wiesbaden: Hessisches Statistisches Landesamt, 1968. Weitere Quellen: LAGIS; Stadt Gießen; Zensus 2011 |                                              |                                              |                                              |                                              |

### Historische Religionszugehörigkeit
| Quelle: Historisches Ortslexikon |                                              |
| • 1829:                          | 341 evangelische Einwohner                   |
| • 1895:                          | 642 evangelische Einwohner                   |
| • 1961:                          | 1013 evangelische, 202 katholische Einwohner |

### Historische Erwerbstätigkeit
| Quelle: Historisches Ortslexikon | |
| • 1981:                          | Erwerbspersonen: 128 Land- und Forstwirtschaft, 305 Produzierendes Gewerbe, 101 Handel, Verkehr und Nachrichtenübermittlung, 93 Dienstleistungen und Sonstige. |

## Politik

### Ortsbeirat
Für Allendorf besteht ein Ortsbezirk (Gebiete der ehemaligen Gemeinde Allendorf) mit Ortsbeirat und Ortsvorsteher nach der Hessischen Gemeindeordnung.
Der Ortsbeirat besteht aus neun Mitgliedern.
Bei der Wahl zum Ortsbeirat 2021 ergab sich folgende Sitzverteilung:
| Ortsbeirat – Kommunalwahlen 2021 | Ortsbeirat – Kommunalwahlen 2021                                     |
| --- | -------------------------------------------------------------------- |
| Stimmverteilung in %Wahlbeteiligung: 60,95 % 6050403020100 44,16 (−7,26)23,78 (+13,91)17,24 (+2,51)14,79 (−9,20) SPDGrüneCDUFW20162021 | SitzverteilungInsgesamt 9 Sitze - SPD: 4 - Grüne: 2 - FW: 1 - CDU: 2 |

### Ortsvorsteher
Ortsvorsteher ist Thomas Euler (SPD). Dieses Amt hat er bereits seit dem 23. April 1997 inne.

## Wirtschaft und Infrastruktur
Im Ort befinden sich Kindergarten und Grundschule sowie eine Freiwillige Feuerwehr, eine Mehrzweckhalle und eine Kneippanlage. Auch eine Außenstelle der Stadtverwaltung Gießen ist in Allendorf eingerichtet.
Durch das Dorf verläuft die K 21, die nahe Allendorf von der L 3451 aus Richtung Wetzlar abzweigt und nach Lützellinden führt. Direkt verbunden ist Allendorf auch mit Kleinlinden. Unweit der Ortschaft verläuft die Autobahn 45 mit der Anschlussstelle Gießen-Lützellinden sowie die Autobahn 485 mit der Anschlussstelle Linden. Nördlich von Allendorf führt die vierspurige Bundesstraße 49 entlang.
Der nahegelegene Bahnhof Dutenhofen bietet Anschluss an die Regionalzüge der Dill-Strecke. Der Gießener Bahnhof verfügt sowohl über Nah- als auch Fernverkehrsverbindungen.
Zwischen Lützellinden und Allendorf befindet sich mit dem Sonderlandeplatz Lützellinden ein Flugplatz (ICAO-Code EDFL).